# Bonellia nitida
Bonellia nitida är en viveväxtart som först beskrevs av B. Ståhl, och fick sitt nu gällande namn av B. Ståhl, Källersjö. Bonellia nitida ingår i släktet Bonellia och familjen viveväxter. Inga underarter finns listade i Catalogue of Life.